# Bygotto
En Bygotto er en risotto tilberedt med bygkorn i stedet for ris. Retten findes i flere forskellige varianter, f.eks. rugotto, speltotto og kornotto.
| Mad og drikke | Spire Denne artikel om mad og drikke er en spire som bør udbygges. Du er velkommen til at hjælpe Wikipedia ved at udvide den. |